# Toszkánai borutak

Toscana

Az egykori Toszkánai Nagyhercegséget (22 338 km², amelynek részei voltak: Arezzo, Firenze, Grosseto, Livorno, Lucca, Massa & Carrara, Pisa és Siena) 1861-ben csatolták Olaszországhoz, Az így létrejött Toszkána régió az ország egyik történelmi nevezetességekben és természeti szépségekben egyaránt gazdag vidéke. Az Appennini-félsziget északnyugati részén elhelyezkedő terület, az etruszkok ősi központja az Appenninnek völgyeiben terül el, a hegység védelmében az északi szelek elől, a Tirrén-tenger felől pedig meleg mediterrán éghajlat éri. A magasabb hegyek, a völgyek, amelyek északnyugatról délkeleti irányba metszik, és a domborzat fokozatos emelkedése számos eltérő mikroklímát alkot. Ez a változatos geológiai és termőföldi adottság magyarázza, hogy a különböző területeknek miért van olyan sok jó és kitűnő minőségű bora. Emellett a Chianti, Brunello és a sokak által ismert fajták adnak nyomatékot a táj borászatának.

## Nevezetesebb települései
- Firenze Olaszország egyik nagyvárosa, egyben Toszkána fővárosa és kulturális központja. Az Arno folyó két partján, annak gyönyörű völgyében elterülő város nagyon régi múltra tekint vissza. Hosszú ideig a Medici-család uralta. Számtalan történelmi és művészeti látványosságnak ad otthont. A várost a „reneszánsz bölcsőjeként” is emlegetik. Lakosainak számát 450 000 főre becsülik, emellett még 100 000 ember dolgozik itt. 1986-ban Európa kulturális fővárosa volt.

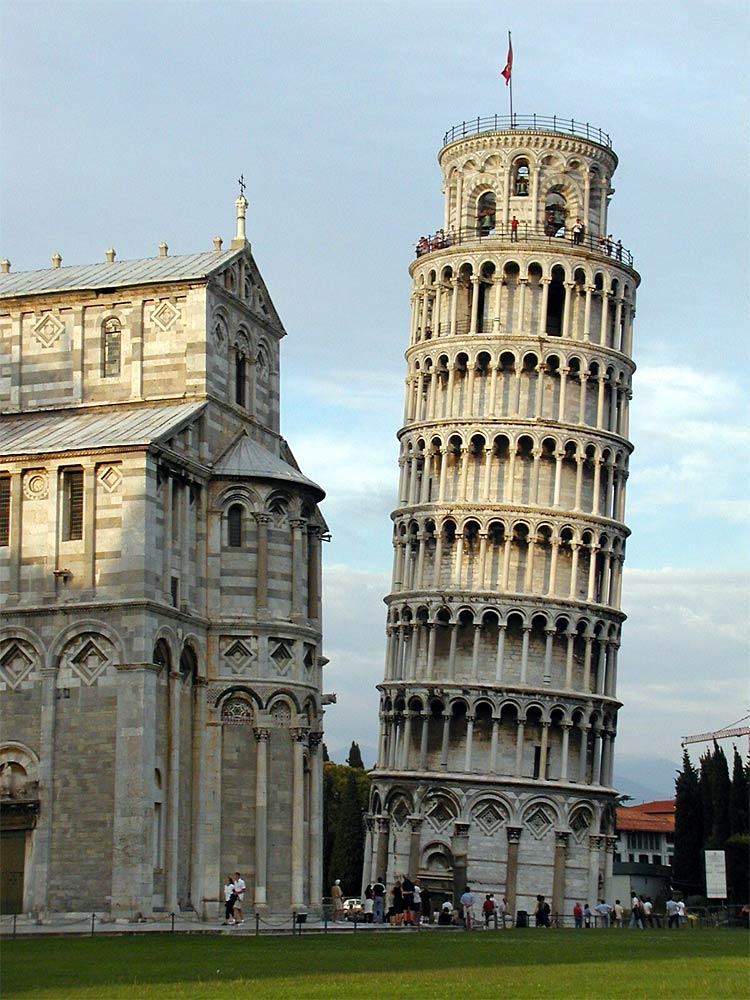
A pisai ferde torony

- Pisa Toszkána megye érseki székhelye, az egyik legrégebbi itáliai város. A tengertől ma már nyolc kilométerre fekszik az Arno folyónál, amelyen több hídja is van. Többek között a Ponte di Mezzo, a Ponte alla Fortezza, a Ponte di Solferino, a Ponte di Ferro vagy a vasúti híd. 1881-ben 53 957, 1893-ban a becslések szerint 62 400, 2005-ben már 90 482 lakosa volt. Legfőbb látnivalója a pisai ferde torony.

- Siena város a régióban, a hasonló nevű megye székhelye; három összefüggő dombon fekszik, Firenzétől 70 kilométerre. A nagy idegenforgalmat lebonyolító kereskedő- és iskolaváros lakóinak száma 54 498. Európa egyik legnagyszerűbb gótikus városa. Sienát a hagyomány szerint Senus, Romulus unokaöccse alapította.

- San Gimignano a világörökség része, a tornyok városa, amelyet eredeti etruszk városfalak vesznek körül. A 13. századi román stílusú tornyok száma a város fénykorában elérte a 70-et. Ma 13 látható belőlük. A tornyok az egykor egymással szembenálló családok védelmére szolgáltak. Az autóforgalomtól szinte mentes a város, s az embernek az érzése, mintha a középkorban sétálgatna. Zeffirelli itt forgatta a „Napfivér, Holdnővér” című filmjét.
- Monteriggioni San Giminanótól délkeletre található, szintén dombtetőre épült középkori település, amelyet szűk utcák, és aprócska házak jellemeznek. Ma egy rendkívül nyugodt kisváros. A főterén a 12. századi Santa Mária Assunta-templom a városka legfőbb látnivalója.
- Arezzo legismertebb szülötte Arezzói Guidó, aki a szolmizáció feltalálója. Mint általában az etruszk eredetű városok, domboldalra épült, szintén középkori település. A dóm melletti ligetben találjuk Petrarca szülőházát. Vele szemben a polgármesteri hivatal várszerű, bástyatornyos épülete áll.
- Cortona városka viszonylag épen maradt, mert időben szövetséget kötött Rómával. Így elkerülte a rómaiak és Etruria közötti háborút. A középkori városka házain épen maradtak a halottkiadó nyílások. Ezeket azután befalazták, hogy a halottak ne tudjanak visszatérni. A hegyek lábánál, a városka mellett sírkamrák állanak. A hegy tetejéről szép kilátás nyílik a szigetekkel tarkított Trasimeno-tóra, ahol i. e. 217-ben a karthágói Hannibál döntő győzelmet aratott a rómaiak felett.
- Orvieto ugyancsak régi település, amelyet szintén meredek falú dombok vesznek körül. A város kacskaringós utcácskái szintén középkori eredetűek. Az etruszk műalkotások és Itália egyik legnagyobb román-gótikus dómjának falai mindig felkeltik a turisták figyelmét. A várost a 19. században épített siklón lehet megközelíteni. A sziklavárost a fennsík lábainál szállodák és lakóházak övezik. A sziklába vágott pincékben, föld alatti labirintusokban őrzik a környék lankáin termő szőlők híres borait.

## A borászat Toszkánában

### Borkészítési módszerek
A geológiai adottságok és a termőföldek megművelésén kívül, a másik fontos minőségi tényező a borkészítési módszerek művészete. A kiváló készletek és az a többlet odaadás, ami máshol hiányzik a borkészítéshez, teszik a Toszkán borokat vezetővé a világpiacon.
Firenze, Pisa és Siena után fedezzük fel Volterrát, Arezzót, Luccát, vagy a Maremma-partot. Az etruszk kor a rómaiak előttől, egészen a középkorig, majd a reneszánszig tartott. Sok település e helyek közül fontossá, gazdaggá és függetlenné vált az idők folyamán. Fejlesztették az öröklött szépség érzését, és vonzóvá tették a képzőművészek és építészek számára. Amit ők hagytak nekünk, az a leggazdagabb kulturális örökség Olaszországban, ennélfogva a világon is. Ilyen adottságok miatt, az olaszországi bortúrák egyúttal bevezetnek a művészetekbe, és a művészi élet megismerésébe is.

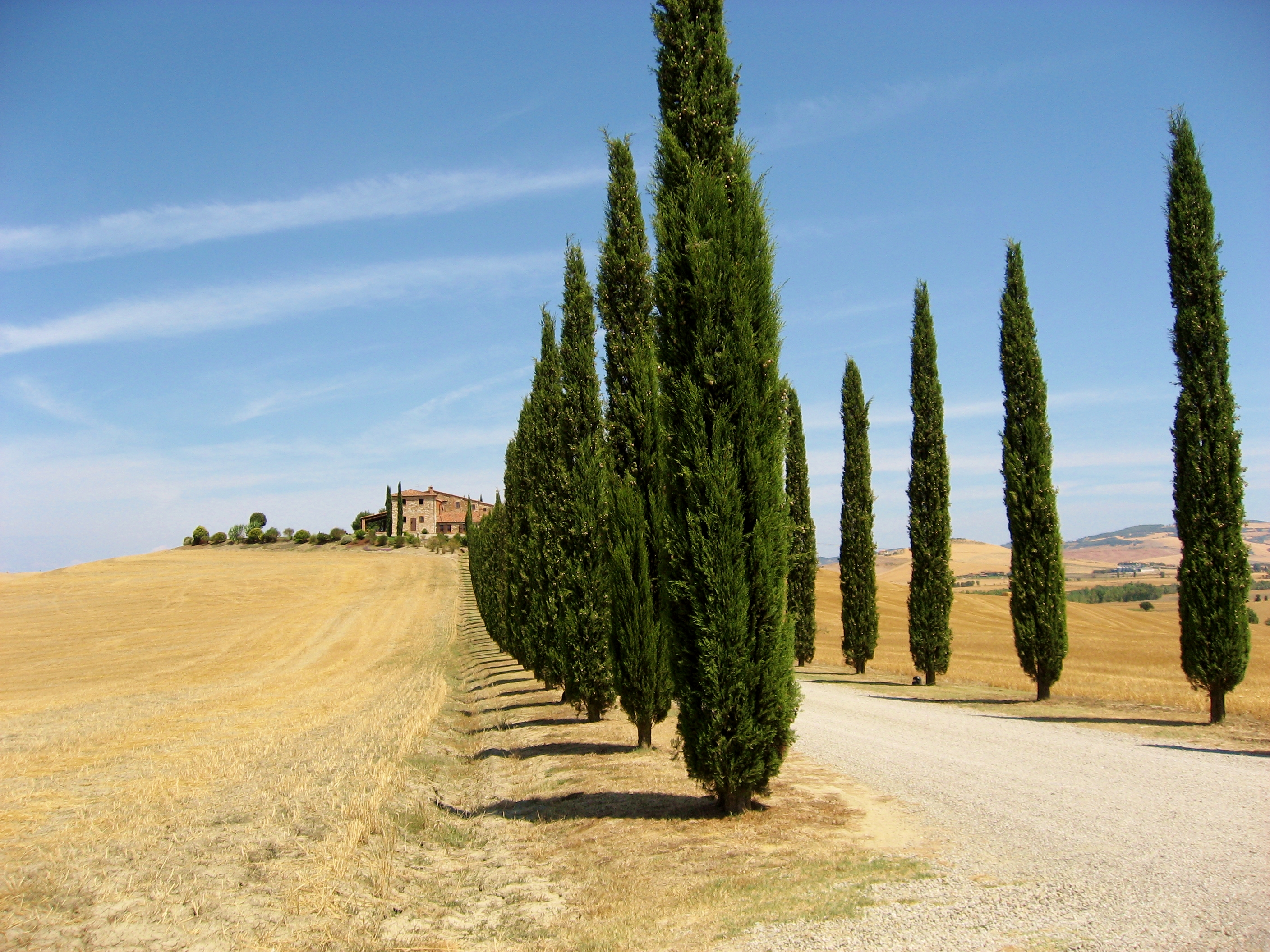
Toszkán táj

### Firenze és dombjai
Firenze központjában egy rövid út során felfedezhetünk két kicsi kereskedő házat. A Carmignano borok, ismertek a könnyedségükről és a későbbi érlelődésükről. A keleti Montalbano dombjain termelik, etruszk emlékekben gazdag, és közel fekszik Leonardo da Vinci városához. A kevésbé kitűnő Chianti Rufina, Firenze keleti részén, rivalizál a Classico minőségével és erejével.
Ismertebb borászatok: Ambra, tenuta di Capezzana. Selvapiana, Bossi-Gondi.
A Chianti Classico területe a második legnagyobb szőlőtermesztő és bortermelő hely a világon, Bordeaux után. Átér Firenze és Siena között, és az befedi Arno, a Pesa és az Arbia folyók mellékét. A Classicót a Sangviose és a Canalio vörös szőlőjéből készült néhány évvel ezelőttig, valamint a fehér Trebbianóból és Malvasiából. Most csak a vörös bogyókat szedik le, hogy kiválóbb finomságot érjenek el. A 250 elnevezésen és megjelölésen túl, eltérő területeket vannak, aminek eredményeképp a borok is különböző stílusúak, keményebbek, vagy inkább nagyon személyesek. A borokat, átlagosan a Chianti fölé minősítik.
Az északi Chianti Classico, a Greve közösség néhány idősebb termelővel, és a Panzano-övezet finomabbal és összetettebbel dicsekszik. Más körzetekben nemrég „született” meg az egyik korai legjobb, az IGT (Supertuscan) Tignanello. Közel Firenzéhez. Ezek a dombok széles választékot adnak az éttermekből és az ízléses, hagyományos parasztházak szállásaiból.
Ismertebb borászatok: Calcinaia, Cennatoio, Filigare, Fontodi, Isole e Olena, Monsanto.
Délen, a magasabb és meredekebb dombok miatt, kevésbé népesült be a terület. Gazdagabb erdőkben, és megőrizte a csodálatos kastélyok állapotát Rada, Castellina és Gaiole között. Ez a vidék ahol a finomabb minőségű Chianti-borokat először határozták meg és különböztették meg a korábbi durvább és egyszerűbb vöröstől. Nem véletlen, hogy itt dolgozták ki és vezették a Chianti előírásait Risasoli báró alapította pincészetben, a Brolio kastélyban, több mint két évszázaddal ezelőtt. A déli Chiantinak kevesebb kistermelője van, a legjobb borok a nagyobb földbirtokokról származnak, amelyek gyakran kisajátítják maguknak a fél falut. Néhány kastély és parasztház átalakult előkelőbb üdülőhellyé, amelyek ideálisak a kikapcsolódni vágyó vendégeknek.
Ismertebb borászatok: Bossi, Castellare, Felsina, Fonterutoli, Montegrossi, Montevertine.

### A Vernaccia di San Gimignano borai
A Vernaccia a legfontosabb fehér bor a sok vörös között. Ansonica mellett és a vermentinos parttól származik. A legváltozatosabb bor, amelyet San Gimignanó-ban válogatnak, több mint hét évszázad óta. Még most is féltékeny (titkolózó) termelők vannak a várost határoló fal körül. Majdnem minden híresebb földbirtok San Gimignano egy-egy tornyánál látható.
Ismertebb borászatok: Cesani, Fontenidoli, Mormoraia, Panizzi, Pietraserena, Vagnoni.

### Montepulciano nevezetes borai
Történelmi borvidék, hírneve a reneszánszig nyúlik vissza, amikor Montepulciano pompás borai népszerűek lettek a firenzei nemesek közt. A robusztus Prugnolo (Sangiovese) és Canaiolo keverék másik termelője manapság a nemes stílusnak, amelyet többre értékelnek külföldön, mint Olaszországban. Vagyis nem könnyed, inkább erősnek mondható. Lassan korosodó, amelyik talán jobban összeköthető a hagyományos olasz ízléssel és konyhával. Montepulciano csodálatos város a hegycsúcson, csodaszép reneszánsz épületekkel, nagyszerű kilátással, el titkolt ókori ásott pincékkel, idősebb nemes épületekkel a föld alatt, amelyet ízlésünknek megfelelően látogathatunk.
Ismertebb borászatok: Contucci, Cerro, Innocenti, il Macchione, Talosa.

### A Brunello di Montalcino fajta
A Brunellót mint a Rosso fiatalabb bátyját, szigorúan csak a Montalcino közösségének termelik, ahol a szokásos elképzelés az alacsony szeszfokú bor csúcsra emelése. Kiváló minőségű bor keletkezett a késői 19. században, a Biondi Santi családnál. A sötét, testesebb Brunello, házasasítás nélküli, csak testes Sangiovese, és négy éves minimum érlelésű idejű. Manapság az egyik legjobbnak ismerik el a drágább, csúcs minőségű olasz vörös bort. Megdöbbentő a későbbi érlelődés lehetősége, a zamata összetett és kiegyensúlyozott.
Lehetetlen kevés ismert borászatot kiválasztani.

### Etruszk part és Maremma
Az etruszk part nem csak a boráról ismert. Az egész környék Pisától az északi Grossetóig, továbbá Maremma a déli környék része és szomszédos dombjai is ismertek. Emellett a Cabernet a Sassicaián alapul, a másik történelmi Supertuscan, amelyik manapság egy borászati elnevezés, a Sangiovese borainak területe, Bolgherin, Montescudaión, Val di Cornián, Morellinón alapul. Ez az új határa a toszkán borkészítés új reneszánszának. A tengerparti területen kíváncsi utazók is előfordulnak. A csodaszép tengerpart, a meleg termálvíz, az elbűvölő etruszk és római vidék. Meleg, száraz klíma, erős, koncentrált vörös borok délies hangulattal. Tökéletesen párosítják a vadhúst a húsételekkel a maremmai konyhában. A jelenlegi toszkán éttermekben egyre inkább keverik a Tirréni tengeri konyhát a vermetinóival, az alacsonyabb borvidékekről származó borokat, a kissé sős, aromás Ansonica dell’Argentarióval.
Ismertebb borászatok: Mantellassi, Le Pupille, Poggio Gagliardo, Satta, Sorbaiano, Tua Rita.

### Pisa ésLucca
E két várost aranykorukban carrarai márványból készült emlékművekkel gazdagon díszítették. A keresztes háborúk századában, mielőtt Firenze uralkodása elkezdődött volna Toszkánában. A pisai flotta keresztes vitézeket és kincseket szállított a Földközi-tengeren keresztül. Kevés, de említésre érdemes borászat van Colline Pisanéban, Colline Lucchesiben és Montecarlo körzetében. Kevéssé ismertek, de nagyon elégedettek a látogatók számával. Ez a környék a műértők úti célja, azoké, akik inkább a diszkrét és elegáns területét élvezik eme olasz tartomány borainak.
Ismert borászatok: Badia a Morrona, Ghizzano. Lucca: Buonamico, Greo, La Torre, Teso.